# Ladysmith (Sudáfrica)
Ladysmith (2001: 225.452 habitantes) es una ciudad en las orillas del río Klip (río de piedra), en el Distrito uThukela de la provincia de KwaZulu-Natal, Sudáfrica. Se encuentra situada a 230 kilómetros al noroeste de Durban y a 365 kilómetros al sur de Johannesburgo. Existen importantes industrias en el área tales como procesamiento de alimento, tejidos, y neumáticos. Los neumáticos son producidos por una compañía cercana a Steadville llamado Dunlope, que emplea a muchas personas expertas y no cualificadas que ha aumentando la economía en Ladysmith. Muchas personas en Ladysmith se desempeñan artesanalmente a fin de conseguir dinero, p.ej. haciendo piezas y vendiéndolas, cazando animales, pescado en ríos etcétera. El ente nacional de la energía, Eskom, se encuentra presente en Ladysmith y provee a la gente pobre electricidad en áreas como Driefontein, Gudlintaba, Tatane, Nkuthu y muchos más. Próxima a Ladysmith se encuentra la ciudad de Newcastle en donde existe planta de tratamiento de hierro, que también emplea a muchas personas.
Ladysmith se encuentra estratégicamente situada en las estribaciones de los montes Drakensberg, en la ruta que une Johannesburgo y Durban.

## Represa de Qedusizi
Durante muchos años Ladysmith ha sufrido constantes inundaciones. Es sólo después de la construcción de la Represa Qedusizi que Ladysmith estuvo a salvo de uno de los fenómenos violentos de la naturaleza. La Represa de Qedusizi trajo fin al sufrimiento en Ladysmith que así cumple con su nombre zulú el que significa "el final del sufrimiento". Hay otra represa que está siendo construida en Driefontein. Se cree que esto también traerá cambios porque las inundaciones no han terminado todavía en algunas partes de Ladysmith.

## Reserva Natural de Spioenkop
A 25 km de Ladysmith se encuentra uno de los más populares santuarios de vida silvestre de Sudáfrica, la Reserva Natural de Spioenkop. Esta reserva de 60 kilómetros cuadrados alberga animales tales como el rinoceronte, la jirafa y la cebra. Las actividades deportivas que Spioenkop ofrece incluyen excursionismo a pie, equitación, pesca con caña, navegación con vela, esquí acuático y el canotaje. Spioenkop también provee de agua a otras partes de Gauteng, porque hay escasez de agua en Gauteng.

## Historia

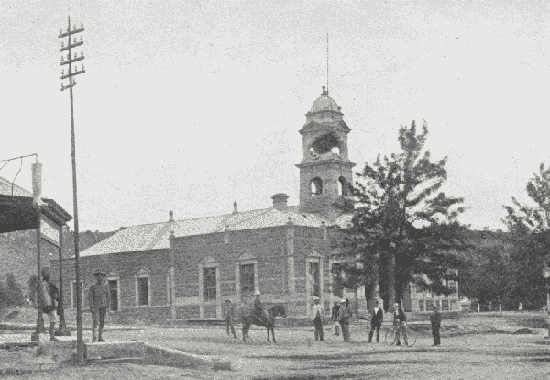
Ayuntamiento de Ladysmith en 1900, durante el sitio de Ladysmith.

En 1847 un número de Voortrekkers se asentaron en el área, fundando la ciudad en 1850 como la capital de la República del Río Klip con Andries Spies como su comandante. La república fue anexada por los británicos el mismo año. Fue nombrada así por la esposa española (natural de Badajoz) de Sir Harry Smith, Lady Juana María Smith. Sir Harry Smith fue el gobernador general británico de la Colonia del Cabo y alto comisionado en Sudáfrica entre 1847 y 1852. Un fuerte fue construido en 1879 para proteger a los aldeanos de los Zulúes.
Ladysmith ocupó los titulares mundiales cuando fue sitiada por 118 días, del 2 de noviembre de 1899 al 28 de febrero de 1900, durante la etapa más crucial de la Segunda Guerra Anglo-Bóer. Unos 3.000 soldados británicos murieron durante el asedio.